# Slag bij Winwaed

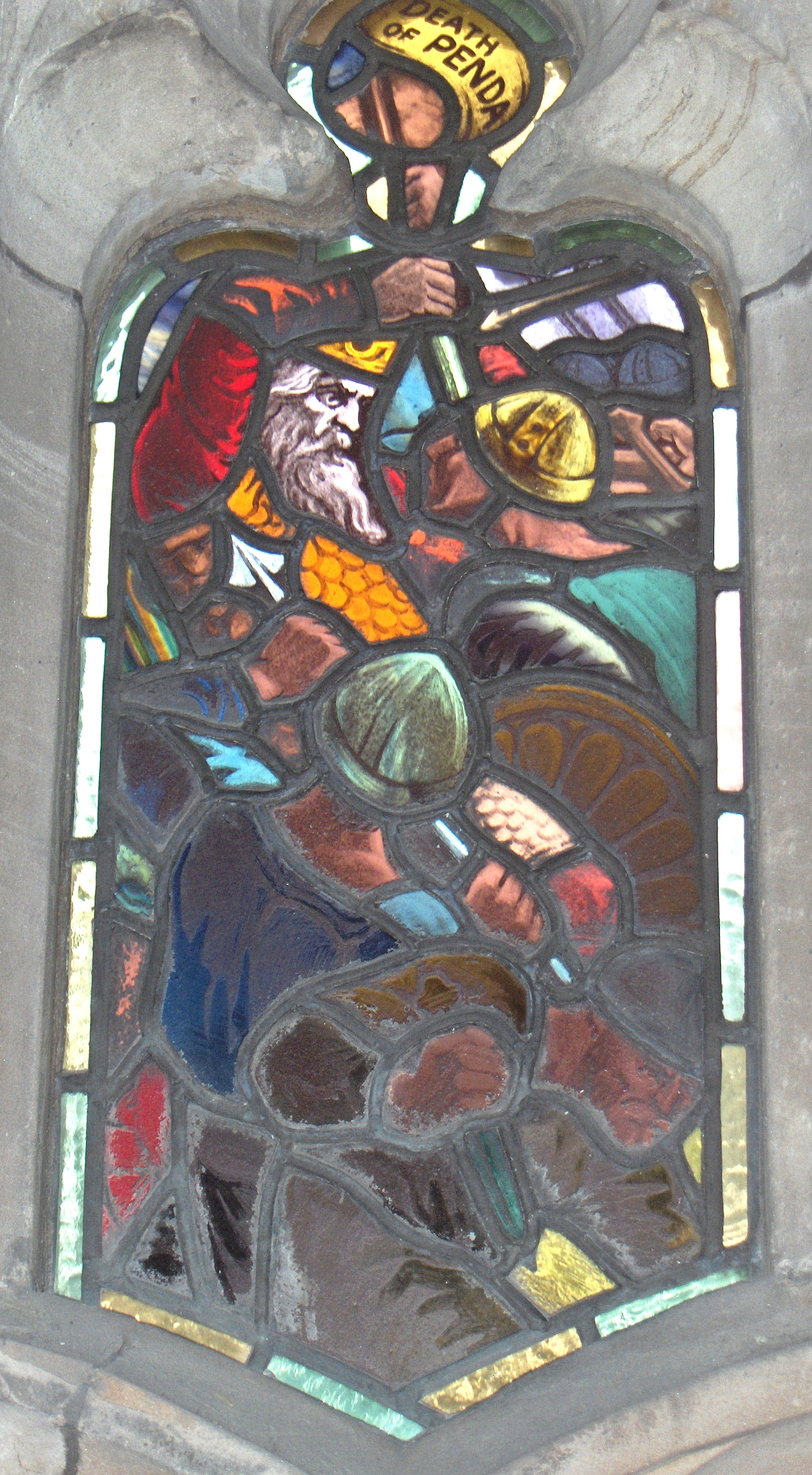
De dood van Penda, glas-in-loodraam in de kathedraal van Worcester

De Slag bij Winwaed was een veldslag, gevoerd in november 655 tussen koning Penda van Mercia en koning Oswiu van Bernicia.
Penda trok dat jaar tegen Oswiu op, met steun van de koningen Æthelhere van East Anglia, Æthelwald van Deira en Cadafael Cadomedd ap Cynfeddw van Gwynedd. Oswiu vluchtte naar Ideu (vermoedelijk het huidige Stirling), waar Penda hem belegerde. Oswiu kocht de belegeraars af met een hoge afkoopsom en gaf zijn zoon Ecgfrith als gijzelaar. Hierop keerden de troepen van Mercia en hun bondgenoten terug naar huis.
Oswiu trok echter achter de legers aan, en verraste Penda met een aanval. Het kwam tot een slag aan een niet-geïdentificeerde rivier genaamd 'Winwaed'. Cadafael en Æthelwald trokken zich terug voor de slag. Oswiu boekte een overtuigende overwinning. Penda sneuvelde, evenals vele van zijn soldaten en bondgenoten, waaronder Aethelhere.
Ook over Æthelwald wordt na de slag niet meer gesproken. Oswiu stelde zijn eigen zoon Alhfrith aan als koning over Deira. Noordelijk Mercia kwam onder Oswiu's eigen bestuur, zuidelijk Mercia werd voor hem geregeerd door Penda's zoon Peada. Oswiu had hiermee zijn opperheerschappij over een groot deel van Engeland gevestigd, en kon als Bretwalda gelden.